# Palača Petergof
Palača Petergof (rusko: Петерго́ф, IPA: [pʲɪtʲɪrˈɡof], kar pomeni 'Petrov dvor'), je vrsta palač in vrtov, ki so v Petergofu, Sankt Peterburg, Rusija, ki jo je naročil Peter Veliki kot neposreden odgovor na Versajsko palačo Ludvika XIV. Prvotno jo je leta 1709 nameraval imeti za bivanje. Peter Veliki si je prizadeval razširiti posest zaradi svojega obiska na francoskem kraljevem dvoru leta 1717, in mu dal vzdevek ruski Versailles. Arhitekt med letoma 1714 in 1728 je bil Domenico Trezzini, slog, ki ga je uporabljal, pa je postal temelj za petrovski barok, ki je bil naklonjen vsem Sankt Peterburgu. Tudi leta 1714 je Jean-Baptiste Alexandre Le Blond, verjetno izbran zaradi svojih prejšnjih sodelovanj z versajskim krajinskim arhitektom Andréjem Le Nôtrejem, zasnoval vrtove. Francesco Bartolomeo Rastrelli je dokončal širitev od 1747 do 1756 za Elizabeto Rusko. Palača je skupaj s središčem mesta priznana kot Unescova svetovna dediščina.

## Zgradba
Konec velike severne vojne je leta 1721 označila Nistadanska pogodba, ki je večino zahtevkov švedskega cesarstva do Baltskega morja odpravila v prid vzhajajoči Rusiji. Peter Veliki je že leta 1703 začel graditi svojo novo prestolnico Sankt Peterburg po uspešnem zajetju švedskih provinc na vzhodni obali. Ta strateška lokacija je omogočila Rusom dostop do Baltskega morja preko reke Neve, ki je tekla do Finskega zaliva. Otok Kotlin in njegova utrdba Kronstadt severovzhodno od Sankt Peterburga sta zaradi plitvine bližje mestu zagotavljala prehod in trgovsko pristanišče.
Skozi zgodnje 18. stoletje je Peter Veliki gradil in razširil kompleks palače Petergof kot del svojega cilja modernizacije in zahodnjaštva Rusije.

### Monplaisir Palace (1714–1723)
Leta 1714 je Peter začel gradnjo palače Monplaisir (francosko za 'moje veselje') na podlagi lastnih skic. »Izpostavil je ne samo mesto, ampak tudi notranjo postavitev, nekatere elemente dekorativnega zaključka itd.« Osnova v nizozemskem slogu  je bila to Petrova poletna rezidenca (da ga ne bi zamenjali s Poletno palačo), ki bi jo uporabil pri prihodu in odhodu iz Evrope skozi pristanišče v Kronstadtu. Na stenah te obmorske palače je viselo na stotine slik, ki jih je Peter prinesel iz Evrope in so kljubivale vremenskim vplivom ruske zime in vlažnosti morja brez vročine. V svoji palači Monplaisir je Peter naredil svoj pomorski kabinet, s katerega je bilo mogoče videti levo otok Kronstadt in Sankt Peterburg na desni. Kasneje je razširil svoje načrte z vključitvijo dvorca in vrtov naprej v notranjost, po vzoru Versaillesa, da bi postal palača Petergof. Prvotno zasnovo palače in njenega vrta je naredil francoski arhitekt Jean-Baptiste Le Blond.

## Lega
Prevladujoča naravna značilnost Petergofa je 16 m visok klif, ki leži manj kot 100 m od obale. Tako imenovani Spodnji vrtovi (Nižni Sad), s 1,02 km² obsegajo boljši del petergofskega kopenskega območja in so omejeni med tem bregom in obalo, ki se razteza proti vzhodu in zahodu približno 200 m. Tu je večina vodnjakov, prav tako pa tudi nekaj manjših palač in gospodarskih poslopij. Vzhodno od Spodnjih vrtov leži park Aleksandrija z neogotskimi strukturami iz 19. stoletja, kot je Kapela.
Na vrhu brežine, blizu sredine Spodnjih vrtov, stoji Velika palača (Bolšoi Dvorec). Za njo (južno) so sorazmerno majhni Zgornji vrtovi (Verhnji Sad). Na čelu klifa pod palačo so Velike kaskade (Bolšoj Kaskad). Te in Velika palača so središče celotnega kompleksa. Ob vznožju se začne Morski kanal (Morskoi kanal), eden najobsežnejših vodnih del iz obdobja baroka, ki ločuje Spodnje vrtove.

### Velika kaskada in Samsonov vodnjak
Velika kaskada je narejena po vzoru ene, zgrajene za Ludvika XIV. v njegovem Château de Marly , ki je prav tako upodobljen v enem od poslopij parka.
V središču kaskade je umetna jama z dvema nadstropjema, obdelana znotraj in zunaj s sekanim rjavim kamnom. Trenutno vsebuje skromen muzej zgodovine vodnjakov. Eden od eksponatov je miza, ki nosi posodo z (umetnim) sadjem, repliko podobne mize, zgrajeno pod Petrovim vodstvom. Miza je zasuta s curki vode, ki obiskovalce zmoči, ko posežejo po sadju, odlika manierističnih vrtov, ki so v Nemčiji ostali priljubljeni. Jama je s palačo zgoraj in zadaj povezana s skritim hodnikom.
Vodnjaki Velike kaskade so pod jamo in na obeh straneh. Obstaja 64 vodnjakov. Njihove vode se izlivajo v polkrožni bazen, konec morskega kanala. V 1730-ih so v ta bazen postavili velik Samsonov vodnjak. Upodablja trenutek, ko Samson odpre čeljust leva, ki predstavlja zmago Rusije nad Švedsko v veliki severni vojni in je dvojno simboličen. Lev je element švedskega grba, ena izmed velikih zmag v vojni pa je bila pridobljena na dan svetega Sampsona. Iz levjih ust brizga 20 m visok vertikalni curek vode, najvišji od vseh petergofskih. To mojstrovino Mihaila Kozlovskega so med drugo svetovno vojno opustošili Nemci. Replika kipa je bila nameščena leta 1947.
Morda je največji tehnološki dosežek Petergofa ta, da vse fontane delujejo brez uporabe črpalk. Voda se napaja iz naravnih izvirov in se zbira v rezervoarjih na Zgornjih vrtovih. Višinska razlika ustvarja pritisk, ki poganja večino vodnjakov Spodnjih vrtov, vključno z Veliko kaskado. Samsonov vodnjak se oskrbuje s posebnim akvaduktom, dolgim več kot 4 km, ki črpa vodo in pritisk iz visoko dvignjenega vira.

### Spodnji vrtovi
Prostor spodnjih vrtov je zasnovan v formalnem slogu francoskih vrtov iz 17. stoletja. Čeprav je veliko dreves razraščenih, se je v zadnjih letih uradno striženje ob številnih alejah ponovno začelo, da bi povrnili prvotni videz vrta. Številne fontane, ki so tukaj, kažejo nenavadno stopnjo ustvarjalnosti. Eden najbolj opaznih modelov je naslovljen Sonce. Disk, ki seva vodne curke z njegovega roba, ustvari sliko sončnih žarkov, celotna struktura pa se vrti okoli navpične osi, tako da se smer, v katero se sooča sonce, stalno spreminja.
Isti klif, ki omogoča postavitev Velike kaskade, omogoča dve drugi, zelo različni kaskadi. Zahodno od Velike palače je Zlata gora (Золотая Гора), okrašena z marmornatim kipom, ki je v nasprotju z nemirnimi pozlačenimi figurami Velike kaskade. Vzhodno je Šahovska gora (Шахматная Гора), širok jarek, katerega površina je črno-bela obložena kot šahovnica. Najpomembnejši pozicionirani fontani Petergofa sta Adam in Eva. Zasedata simetrične položaje na obeh straneh Morskega kanala, vsaka v stiku osem poti.

### Velika palača
Največja petergofska palača je videti resnično impozantno, če jo gledamo s spodnjega ali zgornjega vrta, v resnici pa je precej ozka in ne pretirano velika. Od približno tridesetih sob si jih omembo zasluži le nekaj.
Česmensko dvorano krasi dvanajst velikih slik česmenske bitke, osupljive zmage v rusko-turški vojni 1768-1774. Te je med letoma 1771 in 1773 naslikal nemški umetnik Jacob Philipp Hackert. Priče so kritizirale njegove prve upodobitve velikih bojnih prizorov, da resnično ne kažejo učinka eksplozije ladij - letečih delov lesa, velikega plamena, dima in ognjene krogle. Katarina II. je umetniku pomagala z eksplozijo fregate v pristanišču Livorno v Italiji, ki mornarske bitke še nikoli ni videl iz prve roke. Hackert prav tako ni raziskal dejanskih položajev ruskih in turških sil med bitko, zato so prikazani prizori nekoliko domišljijski, vendar dejansko prikazujejo dramo in uničenje pomorskega bojevanja.
Vzhodni in zahodno kitajski kabineti so bili med letoma 1766 in 1769 okrašeni s predmeti dekorativne umetnosti, uvoženih z vzhoda. Stene so ruski obrtniki okrasili z imitacijami orientalskih vzorcev in obesili s kitajskimi krajinskimi slikami v rumenem in črnem laku. Ena soba v središču palače nosi ime Dvorana slik. Njene stene so skoraj v celoti prekrite s serijo 368 slik, večinoma različno oblečenih žensk, ki se razlikujejo po videzu in celo starosti, večina pa predstavlja en sam model. Te so bile leta 1764 kupljene od vdove italijanskega umetnika P. Rotarija, ki je umrl v Sankt Peterburgu.

### Druge značilnosti
Velika palača ni edina zgodovinska carjeva stavba v Petergofu. Palači Monplaisir in Marli ter paviljon, znan kot Ermitaž, so bili postavljeni med prvotno gradnjo Petergofa v času vladavine Petra Velikega. Spodnji vrtovi vsebujejo tudi velik rastlinjak, v Aleksandrinskem parku pa stoji palača Nikolaja I.
Tako kot Spodnji vrtovi tudi Zgornji vrtovi vsebujejo veliko vodnjakov, razporejenih med sedmimi širokimi bazeni. Urejanje krajine pa je povsem drugačno; za razliko od Spodnjih vrtov (ki so strogo geometrijski), Zgornjih vrtovi niso. Nekateri vodnjaki imajo nenavadne skulpture.

## Zgodovina

### 1705–1755
V začetku 1700-ih se je originalni Petergof pojavil precej drugače kot danes. Številni vodnjaki še niso bili postavljeni in celoten Aleksandrinski park in Zgornji vrtovi niso obstajali. Zgornji vrtovi so se uporabljali za gojenje zelenjave in ribniki, ki so bili le trije, za ribe. Samsonov vodnjak in njegov masivni podstavek še niso bili postavljeni v Morskem kanalu, sam kanal pa je bil uporabljen kot velik morski vhod v kompleks.
Morda najpomembnejša sprememba, ki je povečala Petrovo zasnovo, je bila dvig Velike palače do osrednjega statusa in pomembnosti. Velika palača se je sprva imenovala preprosto Zgornja in je bila komaj večja od katere koli druge strukture kompleksa. Dodajanje kril, izvedeno med letoma 1745 in 1755, je bil eden od mnogih projektov, ki jih je italijanskemu arhitektu Bartolomeu Rastrelliju naročila Elizabeta Ruska. Prav tako je bila Velika kaskada bolj redko okrašen, ko je bila zgrajen. Povečanje prvotnih vodnjakov in dodajanje novih se je nadaljevalo tudi v 19. stoletju.

### 1941–sodobnost
Petergof so podobno kot Carsko selo leta 1941 zajele nemške čete in ga obdržale do leta 1944. V nekaj mesecih, ki so pretekli med napadom Nemčije na Sovjetsko zvezo in nastopom nemške vojske, so zaposleni lahko rešili le del zakladov palač in fontan. Poskusili so razstaviti in zakopati skulpture vodnjaka, vendar so tri četrtine, vključno z vsemi največjimi, ostale na mestu.
23. septembra 1941 so nemške čete zavzele Petergof. Dva tedna pozneje, 5. oktobra 1941, so sovjetske čete poskušale ponovno zajeti mesto in s pomorskim pristankom blokirati cesto. 510 marincev sovjetske baltske flote je pristalo na plaži sosednjega Aleksandrijskega parka, a se je spopadlo z močnim ognjem Nemcev. Poveljnik operacije je bil ubit, čete so postale neorganizirane, eno plovilo je bilo potopljeno, drugo pogrešano. Kljub sovjetskim poskusom, da bi pristaniške sile pokrile obalno topništvo iz Kronstadta, so bili zaradi pomanjkanja povezave s pristaniškimi četami hitro suspendirani. Poskusi evakuacije so bili neuspešni tudi zaradi močnega nemškega topništva. Operacija pristajanja v Petergofu ni uspela in vse pristaniške čete so bile odrezane z obale in obkrožene. Nekateri od njih so segali do Spodnjih vrtov in se borili do grenkega konca. Zadnji žepi upora so bili uničeni 7. oktobra. Nekaj deset psov, nemških ovčarjev, je bilo izpuščenih na vrtove, da bi našli mornarje, ki so se skrivali. Veliko ranjenih marincev je bilo do smrti ogriženih, nekaj pa je bilo zajetih. Leta 1980 so ob pomolu Spodnjih vrtov postavili spomenik.
Okupatorske sile nemške vojske so v veliki meri uničile Petergof. Številni vodnjaki so bili uničeni, palača pa je bila delno minirana in pogorela. Restavratorska dela so se začela skoraj takoj po koncu vojne in trajajo še danes. Spodnji park je bil ponovno odprt za javnost leta 1945.
Ime je bilo leta 1944 spremenjeno v Petrodvorec ('Petrova palača') zaradi vojnih proti-nemških občutkov in propagande, prvotno ime pa je leta 1997 obnovila postsovjetska vlada Rusije. Leta 2003 je Sankt Peterburg praznoval 300-letnico ustanovitve. Zaradi tega je bil velik del stavbe in kipi v Petergofu obnovljen, na voljo pa je tudi veliko pozlačenih del.
Namen Petergofa je bil praznovanje in zahtevek za dostop do Baltika (medtem ko se je Peter Veliki hkrati širil tudi na črnomorsko primorje). Tako se Petergof spominja carske širitve (in modernizacije Rusije). Znotraj Petergofa je veliko slik morskih bitk znanega Ivana Aivazovskega.

## Galerija
- Pozejdon in kupola palačne cerkve
- 20 m visok curek vode iz levjih ust Samsonovega vodnjaka
- Cerkev Velike palače
- Zgornji vrtovi
- Pogled na Veliko kaskado
- Paviljon Ermitaž v Spodnjih vrtovih
- Velika prestolna soba
- Ptičji paviljon
- Olgin paviljon
- Caričin paviljon